# Siergiej Makaryczew
Siergiej Jurjewicz Makaryczew, ros. Сергей Юрьевич Макарычев (ur. 17 listopada 1953 w Moskwie) – rosyjski szachista i trener szachowy, arcymistrz od 1976 roku.

## Kariera szachowa
Pierwszy sukces na arenie międzynarodowej odniósł w 1970 r. w Suchumi, zajmując II m. (za Aleksandrem Bielawskim, a przed Ulfem Anderssonem) w turnieju juniorów do 20 lat. Na przełomie 1973 i 1974 r. zdobył w Groningen tytuł mistrza Europy w tej samej kategorii wiekowej. W 1974 r. zwyciężył również w turnieju B festiwalu IBM w Amsterdamie, a w następnym roku (w turnieju głównym) podzielił II m., za Ljubomirem Ljubojeviciem, wspólnie z Hansem Böhmem, Janem Smejkalem i Laszlo Szabo. W 1976 r. podzielił II m. w Lublinie (za Aleksiejem Suetinem, wspólnie z Krunoslavem Hulakiem) oraz zwyciężył (wspólnie z Michaiłem Cejtlinem) w mistrzostwach Moskwy (sukces ten powtórzył jeszcze raz, w 1983 r., zwyciężając wspólnie z Jewgienijem Swiesznikowem). Na przełomie lat 70. i 80. awansował do szerokiej czołówki szachistów radzieckich, trzykrotnie (1978, 1979, 1980/81) uczestnicząc w finałach indywidualnych mistrzostw kraju (najlepszy wynik: V m. w 1979 r. w Mińsku). Na przełomie 1979 i 1980 r. podzielił III m. w Hastings (za Ulfem Anderssonme i Johnem Nunnem, wspólnie z Władimirem Liberzonem). W kolejnych latach sukcesy odniósł m.in. w Nowym Sadzie (1983, dz. I m. wspólnie z Janem Plachetką i Arszakiem Petrosianem), Oslo (1984, dz. II m. za Anatolijem Karpowem, wspólnie z Anthony Milesem), Frunze (1985, I m. oraz 1989, II m. za Leonidem Jurtajewem) oraz Moskwie (1992, dz. I m. wspólnie z Michałem Krasenkowem i Nuchimem Raszkowskim).
Najwyższy ranking w karierze osiągnął 1 stycznia 1991 r., z wynikiem 2550 punktów dzielił wówczas 83-95. miejsce na światowej liście FIDE. Od 1996 r. nie startuje w turniejach klasyfikowanych przez Międzynarodową Federację Szachową.